# XV. Gergely pápa
XV. Gergely (1554. január 9., Bologna – 1623. július 8., Róma) néven lépett a katolikus egyház trónjára a történelem 234. pápája 1621-től haláláig. Magas kora és betegsége miatt a kúriai ügyek vezetését unokaöccsére, Ludovico Ludovisi bíborosra bízta, így sikerült regnálásának rövid idejét is energikus lépésekkel és jelentős döntésekkel a történelem lapjaira felvésni. Kiegyensúlyozott és higgadt politikával kezelte mind a belügyi, mind a külügyi problémákat. A pápai állam és az egyház belső ügyeit a reformok jegyében folytatta. Legjelentősebb lépéseként megreformálta a pápaválasztás szabályait, amely mind a mai napig a konklávék alapját képezi. Emellett 1622-ben megalapította a Hitterjesztési Kongregációt, azaz a Congregatio de Propaganda Fidét, amely elsőként állandó kongregációként foglalkozott a katolikus hit terjesztésével. Külpolitikájában is a katolicizmus terjesztésére helyezte a hangsúlyt, így támogatta II. Ferdinánd csehországi hadjáratát és befolyásolta a választófejedelmek listáját.

## Ifjúsága
1554-ben látta meg a napvilágot Alessandro Ludovisi néven Bolognában. Pompeo Ludovisi gróf és Camilla Bianchini hét gyermekének egyike volt. A gazdag, nemesi család minden gyermeke számára meg tudta adni a kor legkiválóbb neveltetését. Alessandro Rómában kezdett tanulni, részint a Római Kollégium, részint a Collegium Germanicum et Hungaricum falai között. Az örök városban kiváló tanárai humán tárgyakra és filozófiára tanították. A római iskolák után Alessandro hazatért szülővárosába és annak egyetemén jogot kezdett tanulni. 1575 júniusában végzett az egyetemen kánon és polgári jogászként.

## Tanulmányai
Kezdetben nem akart egyházi pályára állni, de az egyetem befejeztével azonnal Rómába utazott, hogy állást találjon a sok jogászt foglalkoztató Római Kúriánál. XIII. Gergely pápa Róma bíróságán alkalmazásába vette. Kiváló munkája miatt megbecsült jogásszá vált, és VIII. Kelemen pápa az Apostoli Signatura és a Rota tagjává tette meg. Hamarosan Rusticuccio bíboros kormányzati helyettesévé lépett elő. Ezzel Alessandro lassan az egyház szolgálatába szegődött, és ott is egyre magasabb tisztségeket töltött be, így a pápai udvar ügyeihez is közel került. 1612-ben V. Pál Bologna érsekévé nevezte ki, noha valószínűleg akkor még pappá sem szentelték fel. Pál az érseki rangot azért adta Alessandrónak, hogy így megfelelő rangban tudja képviselni őt 1616-ban Savoyában, az I. Károly Emánuel savoyai herceg és III. Fülöp spanyol király között a Monferratói Hercegség birtoklása miatt kialakult vitában. A sikeres tárgyalások után Rómába visszatérő Alessandrót Pál 1616-ban presbiter-bíborossá kreálta a Santa Maria Traspontina-templom címén. A bíborosi rang ellenére Alessandro a bolognai érseki palotában lakott, és csak V. Pál halálhírére utazott újra Rómába a konklávéra.

## Unokaöccsével a pápai trónon

### Konklávé és egészséges nepotizmus

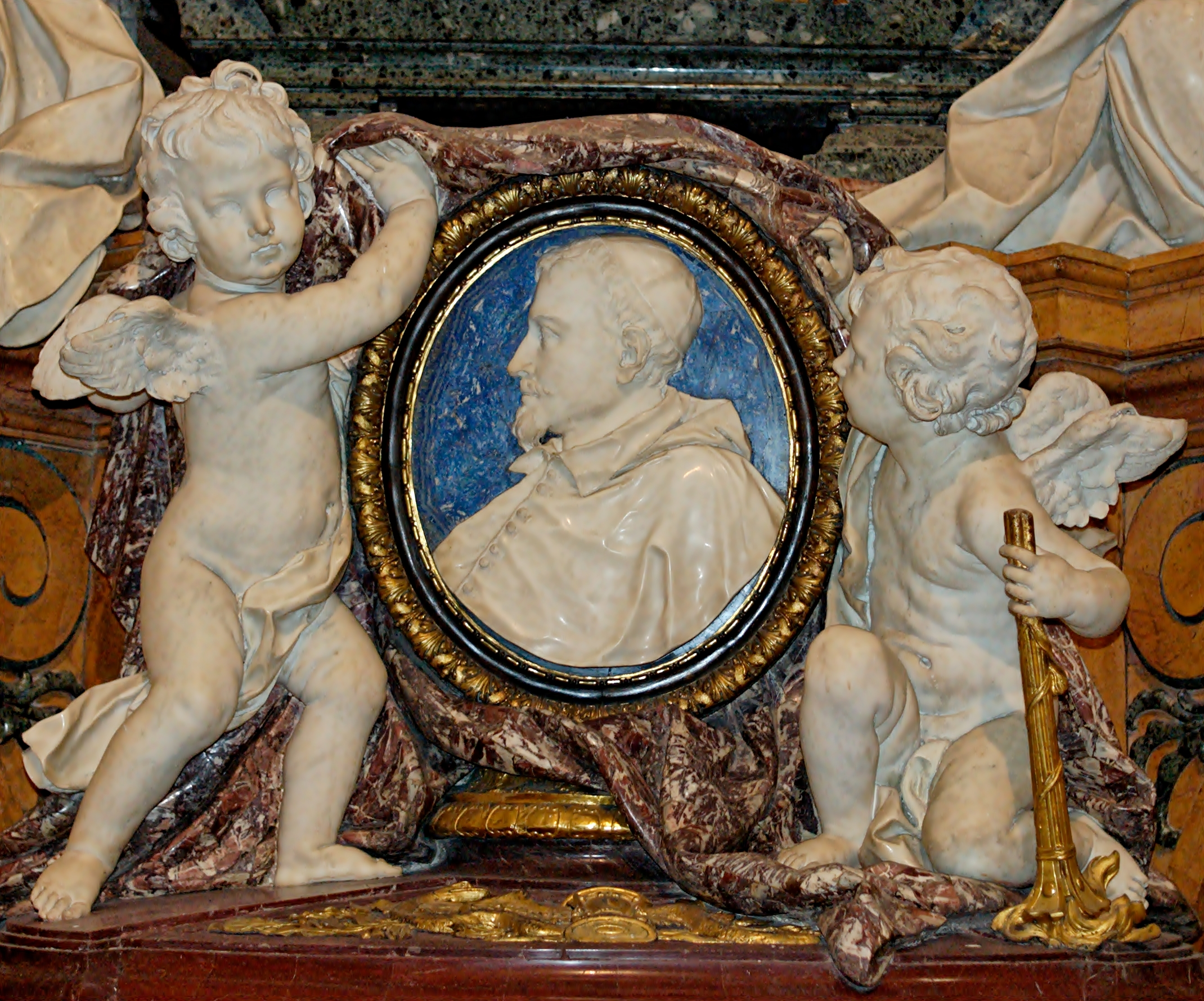
Ludovico Ludovisi bíboros arcképe

Az összegyűlt kardinálisok 1621. február 9-én választották meg Alessandro Ludovisit egyházfőnek, nagyrészt a Borghese család támogatásának köszönhetően. Az akkor hatvanhét éves Alessandro a XV. Gergely uralkodói nevet vette fel, és szinte azonnal határozott intézkedésekkel indította el uralmát.

Gergely rendkívül okos és elkötelezett egyházfő volt, így gyorsan átgondolta teendőit és legfőbb politikai irányvonalait. Már pontifikátusának harmadik napján rájött, hogy túlságosan megviselt állapotban van ahhoz, hogy a kigondolt reformokat és intézkedéseket kellő lendülettel és energiával töltse fel. Ezért bíborossá nevezte ki unokaöccsét, Ludovico Ludovisit, aki mindössze 25 évesen került a Szent Kollégium tagjai közé. A nepotizmus miatt a kardinálisok kezdetben zúgolódtak, de hamar kiderült, hogy Ludovico kiváló bíboros-nepos. A római köznyelv il cardinale padrone néven, vagyis a főnök bíborosként emlegette az unokaöccsöt, hiszen a pápa legfőbb bizalmasa lett, és kettejük összehangolt munkájával sikerült meghatározó reformokat és átgondolt külpolitikát véghez vinni. Minden gondolat és intézkedés Gergely fejében született meg, amelyet Ludovico kivételes engedelmességgel hajtott végre.
A nepotizmus vádja a pápa uralkodásának harmadik napján nem csak Ludovico kinevezése miatt kapott szárnyra. Gergely egyik testvérét, Orazio Ludovisit tette meg a pápai seregek főparancsnokává. Orazio emellett megkapta a római nemességet és Fiano hercegi rangját is. Ludovico 1622-ben Zagarolo hercegségét kapta meg nagybátyjától. A pápa tehát jelentős szerepet játszott a Ludovisi család felemelkedésében, de minden nepotizmus ellenére a történelem igazolta mindkét választását.

### Gergely belpolitikája

#### Átgondolt bullák
Gergely az első fontos lépések megtétele után nekilátott feléleszteni a belső egyházi reformot. Vitathatatlanul legfontosabb reformintézkedése a pápaválasztás menetének átdolgozása volt. 1621. november 15-én kiadta az Aeterni Patris című bulláját, amelyben a pápák megválasztásának három törvényes módját ismeri el. Ezek szerint a választás történhetett a bíborosok egyhangú felkiáltásával (quasi per inspirationem), egy 3, 5 vagy 7 bíborosból álló bizottság felállításával, amelynek döntését minden kardinális elismeri (per compromissum) vagy a leggyakrabban használt titkos szavazással (per scrutinium). A három írott törvényben is elismert módszer közül kettő új volt, de Gergely semmit sem bízott a véletlenre, és 1622. március 12-én kiadta a Decet Romanum Pontificem kezdetű bullát, amelyben részletesen leírja mindhárom módszert. A közfelkiáltással történő szavazást Gergely a Szentlélek megnyilvánulásának tartotta, amelyhez nem volt szükség szavazásra. Ez persze igen ritkán fordult elő a pápaság történetében. Sokkal fontosabb volt a titkos szavazás bevezetése, amellyel a pápának az volt a célja, hogy megszüntesse a bíborosokra nehezedő uralkodói vagy más külső nyomást. A titkos szavazáson ugyanis nem lehetett bizonyítani, hogy a bíborosok pontosan kire adták le szavazataikat.
XV. Gergely uralkodása alatt mindennél fontosabbnak tartotta a megindult katolikus térítés folytatását. Minden támogatást megadott a térítő szerzetesrendeknek, amelyek annyira szerteágazó területeken végezték munkájukat, hogy a pápa úgy döntött, állandó bíborosi kongregációt hoz létre a missziók irányítására és ellenőrzésére. 1622. január 6-án megalakult a Congregatio de Propaganda Fide, amely a protestáns területek misszióin kívül a távoli, pogány területekre is összpontosított. Gergely június 22-én kiadott Inscrutabili kezdetű bullája rendelkezett az új állandó kongregáció pontos hatásköréről és feladatairól. Ez a kongregáció mind a mai napig létezik.
1623. március 20-án Gergely kiadta az Omnipotentis Dei konstitúciót, amelyben a boszorkányság és a varázslat ellen hozott döntéseket. Ez az okirat volt az egyik utolsó, amelyik a boszorkányüldözéssel foglalkozott, és tartalmában már érezhető a sötét középkor vége. Gergely rendelkezései jóval enyhébbek voltak, mint a korábbi törvények. A halálbüntetést a pápa csak akkor engedélyezte, ha az elítélt bizonyíthatóan kapcsolatba lépett a gonosszal és embert is ölt segítségével.

#### A szerzetesek nevében
Gergely és unokaöccse is rendkívül tisztelte és bízott a szerzetesrendekben. Éppen ezért a pápa nem mulasztotta el a legtöbb rend megerősítését vagy támogatását. Pontifikátusa során több új rendet is elismert és a régiekkel is szoros kapcsolatot tartott fenn. Elismerését leginkább szentté avatásaiban vagy az eljárás megindításában lehetett észrevenni. Talán a pápa a jezsuitákra fordította a legtöbb figyelmet. 1622. március 12-én szentté avatta a rend alapítóját, Loyolai Ignácot és a kiváló jezsuita misszionáriust, Xavéri Ferencet. Már 1621. október 2-án megengedte a rendnek, hogy tiszteljék és misézzenek Gonzaga Alajos nevére, akit csak később avattak szentté. A jezsuiták mellett több szerzetesrend is hasonló megtiszteltetésben részesült. Gergely uralkodása alatt, 1622. március 12-én avatták szentté Néri Szent Fülöpöt, az oratoriánusok alapítóját. Ugyanezen a napon lépett a szentek közé Ávilai Teréz, a karmeliták egyik legnagyobb reformalakja Spanyolországban. A dominikánusok elismeréseképpen boldoggá avatta Albertus Magnust, a kiváló teológust. 1622. április 18-án boldoggá avatta Alcantarai Péter, ferences szerzetest és 1623. február 17-én a karthauziak alapítójának, Szent Brúnónak az ünnepét felvetette a Római Breviáriumba. 1622. március 22-én végül szentté avatott egy spanyol laikust is, Földmíves Szent Izidort.
A meglévő szerzetesrendek mellett Gergely több kongregációt elfogadott, és kettőt a szerzetesrendek közé emelt, amelyek között ott voltak a piaristák is. 1621. március 18-án Gergely megalapította a Collegium Gregorianumot, amely a bencés ifjúság taníttatására alakult meg. Ez lett a bölcsője a mára patinás nevet viselő bencés Szent Anzelm Kollégiumnak.

### Bölcs külpolitika
XV. Gergely pontifikátusa során mindig az egyház belső ügyeit tartotta elsőrendű feladatnak. Éppen ezért uralkodása alatt a pápai diplomácia kiszámítható, nyugodt külpolitikát folytatott, ami mindennek ellenére nem szűkölködött a jelentős eseményekben. Talán a legnagyobb horderejű külpolitikai esemény Gergely idejében a harmincéves háború volt. A pápa mindenben támogatta II. Ferdinándot és a katolikus ligát a csehországi protestánsok ellen. Egyes elbeszélések szerint az egyházfő egymillió aranydukáttal támogatta a császár hadjáratait, és Bécsbe küldte Carlos Caraffa bíborost nunciusként, hogy tanácsaival segítse Ferdinándot a vallási háborúban. 

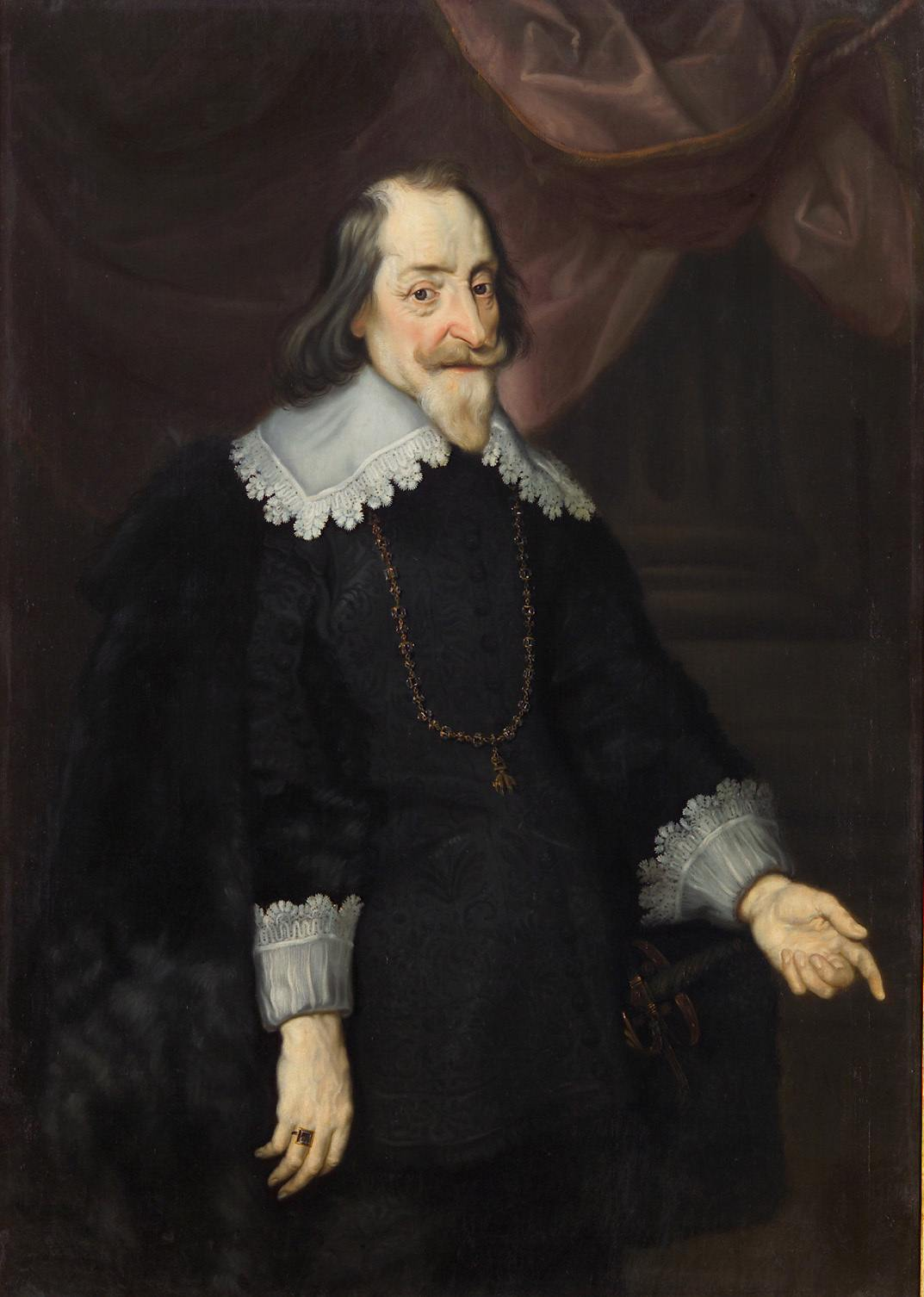
I. Miksa bajor választófejedelem portréja

Gergely befolyásának köszönhetően átalakultak a Német-római Birodalom belső politikai viszonyai is. Az 1623 januárjában Ratisbon városába összegyűlő birodalmi hercegek úgy döntöttek, hogy a pfalzi választófejedelem császárválasztó jogát átruházzák I. Miksa bajor választófejedelemre. A hercegek döntése előtt Gergely egy kapucinus szerzetest küldött a bécsi udvarba, hogy Miksa ügyének híveket szerezzen. A pápai diplomácia sikere valójában abban állt, hogy Miksával többségbe kerültek a katolikusok a császárválasztók között. Miksa hálája jeléül XV. Gergelynek ajándékozta a becslések szerint 3500 kötetből álló heidelbergi könyvtár teljes gyűjteményét. 1623 elején a pápa Leó Alatiosz görög teológust küldte el Heidelbergbe a felajánlott könyvekért, amelyek a Vatikáni Apostoli Könyvtár Gregoriana gyűjteményét alkották. A felbecsülhetetlen kéziratok közül a későbbiek folyamán több is visszakerült Németországba. 1797-ben harminckilenc Párizsba került, amelyeket az 1815-ös párizsi béke után a németek magukkal vittek, és 1816-ban VII. Piusz pápa 852 további kéziratot juttatott vissza a német államnak ajándék gyanánt.
Gergely külpolitikája egyébként alapvetően a támogatásokról szólt. Így volt ez III. Zsigmond lengyel király esetében is, akit hatalmas összegekkel támogatott a törökök elleni harcban. Magyarországon Pázmány Péter térítőmunkája mellett állt ki, míg Franciaországban az ő közbenjárására lett Richelieu bíboros Párizs érseke. XIII. Lajos, francia királlyal egyébként is baráti hangulatban állt, ezért kettejük összefogásával a szerzetesek rengeteg hugenottát térítettek katolikus hitre. Még az elkötelezetten protestáns Hollandiában is teret hódított a katolicizmus, pedig azt az ország törvényei még tiltották is.
Angliában is reményteljes események zajlottak, ugyanis a pápa legnagyobb örömére az udvar azt fontolgatta, hogy a trónörökös Károly, walesi herceg feleségül veszi Mária Anna spanyol infánsnőt, ami egyben azt is jelentette volna, hogy az angol udvar nagy lépéseket tesz a katolikus hit felé. De Gergely mindenre kiterjedő támogatása ellenére sem jött létre a frigy.
Gergely részt vett a Valtellina völgy birtoklásáért kitört vita elrendezésében is, amely a pápa legnagyobb külpolitikai sikere volt. 1620-ban a spanyol hadsereg elfoglalta az Észak-Itáliában fekvő Valtellina völgyet, az Alpok egyik fontos hágóját. Innen alig néhány kilométerre már Ausztria birtokai feküdtek. A két családi alapon szövetséges királyság közelségét több európai állam is rossz szemmel nézte. A franciák, a velenceiek és a savoyaiak hamar kijelentették, hogy államaik biztonsága érdekében a Valtellinából ki kell űzni a spanyolokat, és úgy tűnt, nem riadnak vissza a háborútól sem. A pattanásig feszült helyzetben Gergely nevető harmadikként tűnt fel. Orazio, a pápai seregek élén elfoglalta a Valtellina területét, és azt a pápai államhoz csatolta. A váratlan fordulatot egyedül Leopold, osztrák nagyherceg vitatta, de idővel ő is belenyugodott Gergely területnyerésébe. A háború feszültségét az egyházfőnek sikerült feloldania, és még az egyházi állam területét is megnövelte.
Gergely rövid pontifikátusa a művészetek terén is fontos mérföldkő volt. Az ő uralma alatt jelent meg a barokk klasszikus és kiforrott ága Rómában. Bolognából az örök városba hívta Guercinót, a kiváló festőt, de ekkor került a Vatikán állandó alkalmazásába Giovanni Lorenzo Bernini és Alessandro Algardi is.

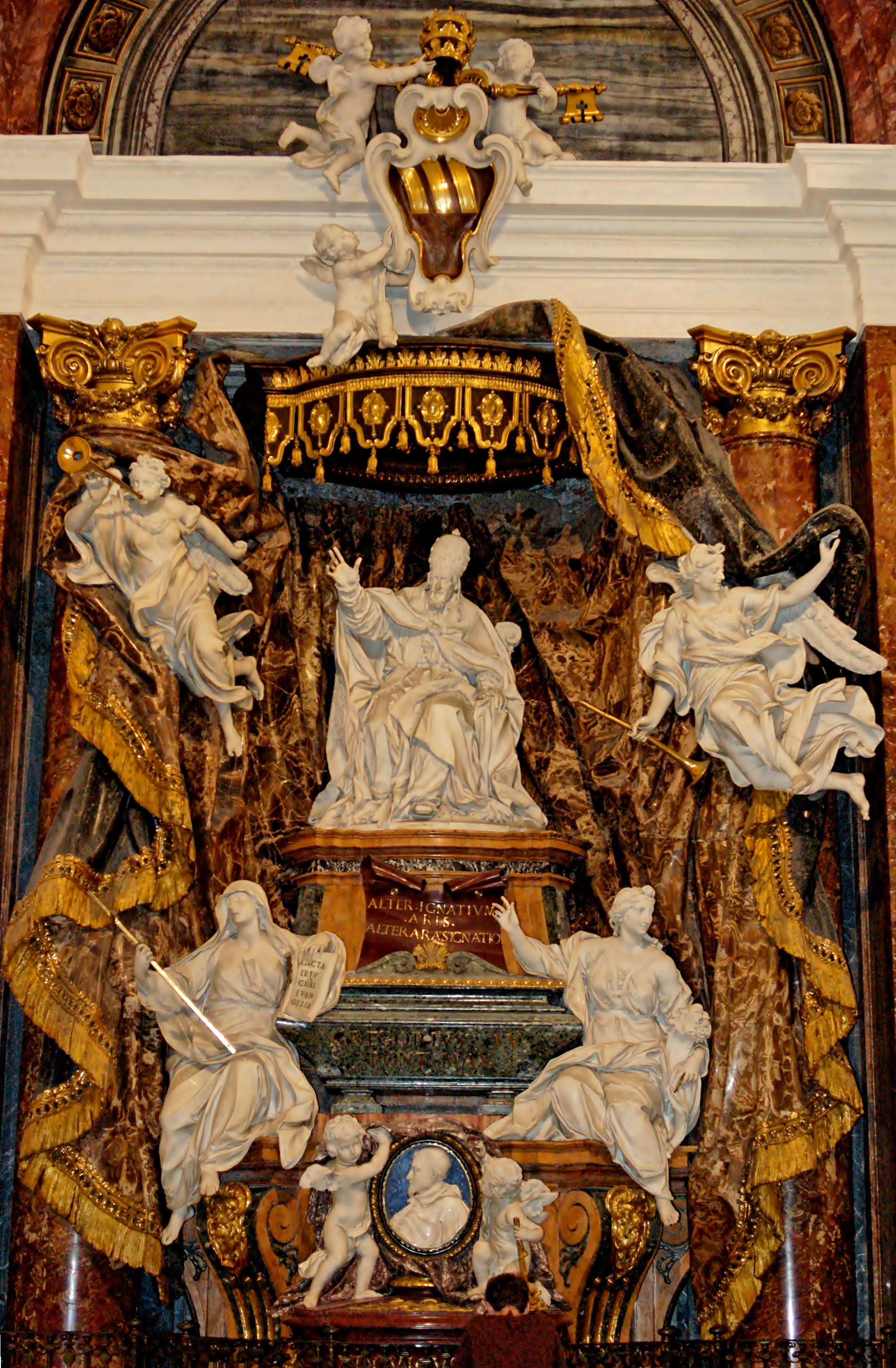
XV. Gergely pápa sírja a római Sant'Ignazio-templomban, ifjabb Pierre Le Gros alkotása

### Halála
Gergely már régóta beteg volt, egy ideje vesekövekkel küzdött, és 1623. június 16-tól július 1-ig ágyhoz kötött volt, mivel hasmenés és gyomorpanaszok okoztak neki nagy kellemetlenséget. Állapota július 4-én romlott, mivel a láz nagyon legyengítette, ezért július 5-én megkapta a szent útravalót, július 6-án pedig az utolsó kenetet.
XV. Gergely pápa két nappal később, 1623. július 8-án halt meg a Quirinale-palotában. Földi maradványait az ő támogatásával felépített római Sant'Ignazio-templomban helyezték örök nyugalomra, ahol több mint 80 évvel később a jezsuiták Ludovico Ludovisi bíboros kívánságának megfelelően egy csodálatos emlékművet emeltek, amelyen őt is megörökítették.

## Művei
- Documenta Catholica Omnia (latin nyelven). Cooperatorum Veritatis Societas. (Hozzáférés: 2011. december 6.)